# Spartan: Total Warrior
Spartan: Total Warrior is een computerspel van de Total War-serie, ontwikkeld door Creative Assembly en uitgegeven door Sega. Het spel is uitgegeven voor op de Xbox, PlayStation 2 en GameCube. Het spel bevat 14 levels waarin de speler als eenzame Spartaanse krijger, samen met de Grieken vecht om het Romeinse Rijk, onder leiding van Ares, te verslaan.
De Total War series zijn gebaseerd op historische gebeurtenissen, maar Spartan: Total Warrior volgt niet strikt de geschiedenis.
In Spartan: Total Warrior kan men kiezen tussen de campaign en een arena battle.
Bij de campaign volgt de speler de verhaallijn en moet daarbij meerdere mythische wezens en sterke vijanden verslaan. De spartaan kan op twee verschillende manieren aanvallen, een gewone aanval die schade doet aan een enkele vijand en een radiale aanval waardoor er meerdere vijanden tegelijk aangevallen worden.
Bij de arena battle moet de speler als de spartaan een bepaald aantal vijanden verslaan zonder dood te gaan. Hierbij kunnen arena-oppeppers, gevonden in de levels van de campaign, gebruikt worden om zo de vijanden makkelijker te doden. Voorbeelden van arena-oppeppers zijn: onzichtbaarheidsdrankje, woedeflacon en extra pijlen.

## Vriendschappelijke eenheden en vijanden

### Vriendschappelijke eenheden
- De Spartaan: De ultime eenzame krijger, die achtergelaten was bij zijn geboorte.
- Castor: De dappere en altijd aanwezige boezemvriend en kameraad van de Spartaan. Tevens de tweelingbroer van Pollux.
- Pollux: De geboren optimist en begaafde krijger. Tweelingbroer van Castor.
- Koning Leonidas: De leider en koning van de Spartanen.
- Electra: De krijgsprinses van de Amazone.
- Archimedes: De uitvinder van het wapen "the Eye of Apollo", die werd gebruikt om de Ladon neer te schieten.

### Vijanden
- Crassus: De wrede Romeinse generaal en krijgsheer.
- Sejanus: Een pretoriaanse prefect, die zich nergens druk over maakt buiten zijn eigen macht en ambitie.
- Beowulf: De machtige oorlogshoofdman van de Denen en leider van de Barbaren.
- Tiberius: De decadente keizer van Rome.
- De Priesteres: Deze priesteres, getraind in de zwarte kunst, verlaat nooit Sejanus' zijde.
- Ares: De god van de oorlog en de gene die de Romeinse aanval organiseerde op de Spartanen.

### Mythische wezens in Spartan: Total Warrior
- Minotaurus
- Hydra
- Gigantes
- Medusa
- Talos
- Ladon
- Ares